# Kenichi Fukui
Kenichi Fukui (Japans: 福井謙一, Fukui Ken'ichi) (Nara, 4 oktober 1918 – Kioto, 9 januari 1998) was een Japans scheikundige en winnaar van de Nobelprijs voor de Scheikunde in 1981. Hij ontving deze prijs samen met Roald Hoffmann voor zijn onafhankelijke onderzoek naar mechanismen van chemische reacties (hoofdzakelijk organische reacties). De Fukui-functie, een reactiviteitsparameter voor nucleofiele en elektrofiele reacties, werd naar hem vernoemd.

## Biografie
Fukui was de oudste van de drie zonen van Ryokichi Fukui, een koopman, en Chie Fukui. Gedurende zijn studentenjaren tussen 1938 en 1941 werd zijn interesse gestimuleerd door de kwantummechanica en Erwin Schrödingers beroemde vergelijkingen. Hoewel scheikunde niet zijn favoriete vak was op de middelbare school besloot Fukui, op advies van professor Gen-itsu Kita – een persoonlijke vriend van zijn vader – om Industriële Scheikunde te gaan studeren aan de Keizerlijke Universiteit van Kioto.
Na zijn afstuderen in 1941 was hij actief bij het Brandstof Laboratorium gedurende de Tweede Wereldoorlog. Twee jaar later werd benoemd tot docent aan de Keizerlijke Universiteit en daarmee begon zijn carrière als experimenteel organisch chemicus. In 1948 promoveerde hij aan de Universiteit van Kioto. Van 1951 tot 1982 was Hukui hoogleraar aan de Universiteit van Kioto, voorzitter van het Kioto Instituut van Technology van 1982 tot 1988 en lid van de Internationale Academie van Wetenschap. Daarnaast was hij directeur van het Instituut van Fundamentele Scheikunde van 1988 tot aan zijn overlijden.

## Werk
Fukui heeft vooral gewerkt aan de toepassing van de kwantummechanica op chemische reacties. Beginnend in 1952 ontwikkelde hij een theorie waarin hij postuleerde dat als er chemische reacties optreden er zwak gebonden elektronen worden uitgewisseld tussen de moleculen in wat Fukui grensorbitalen (Engels: frontier orbitals) noemde. Deze grensorbitalen zijn of een orbitaalpaar van twee elektronen of fragmenten die overlappen om een verbinding te vormen. De grensorbitalen slaan op het hoogste bezette moleculaire orbitaal (HOMO) en de laagste onbezette moleculaire orbitaal (LUMO).
Het duurde vrij lang voordat zijn baanbrekende werk doorbrak in Europa en de Verenigde Staten. De wiskunde in zijn artikelen deden vele scheikundigen afschrikken en de in de Japanse taal geschreven tijdschriften waarin hij zijn artikelen publiceerde werden door de meeste wis- en scheikundigen niet gelezen. Zijn bevindingen werden in 1965 gedupliceerd door twee Amerikaanse wetenschappen, Roald Hoffmann en Robert Burns Woodward. In 1981 deelden Fukui en Hoffmann de Nobelprijs voor de Scheikunde, Woodward zou waarschijnlijk ook in de prijs meegedeeld hebben als hij niet twee jaar daarvoor was komen te overlijden.
Fukui was gehuwd Tomoe Horie, samen hadden ze een zoon, Tetsuya, en een dochter, Miyako.

## Erkenning
- Keizerlijk Prijs van de Japanse Academie (1962)
- Orde van Culturele Verdienste (1981)
- Orde van de Rijzende Zon (1988)

1901: Van 't Hoff ·
1902: E. Fischer ·
1903: Arrhenius ·
1904: Ramsay ·
1905: Baeyer ·
1906: Moissan ·
1907: Buchner ·
1908: Rutherford ·
1909: Ostwald ·
1910: Wallach ·
1911: Curie ·
1912: Grignard, Sabatier ·
1913: Werner ·
1914: Richards ·
1915: Willstätter ·
1918: Haber ·
1920: Nernst ·
1921: Soddy ·
1922: Aston ·
1923: Pregl ·
1925: Zsigmondy ·
1926: Svedberg ·
1927: Wieland ·
1928: Windaus ·
1929: Harden, Euler-Chelpin ·
1930: H. Fischer · 
1931: Bosch, Bergius ·
1932: Langmuir ·
1934: Urey ·
1935: F. Joliot-Curie, I. Joliot-Curie ·
1936: Debye ·
1937: Haworth, Karrer ·
1938: Kuhn ·
1939: Butenandt, Ružička ·
1943: Hevesy · 
1944: Hahn ·
1945: Virtanen ·
1946: Sumner, Northrop, Stanley ·
1947: Robinson · 
1948: Tiselius · 
1949: Giauque ·
1950: Diels, Alder ·
1951: McMillan, Seaborg ·
1952: Martin, Synge ·
1953: Staudinger ·
1954: Pauling ·
1955: Vigneaud ·
1956: Hinshelwood, Semjonov ·
1957: Todd ·
1958: Sanger ·
1959: Heyrovský ·
1960: Libby ·
1961: Calvin ·
1962: Perutz, Kendrew ·
1963: Ziegler, Natta ·
1964: Hodgkin ·
1965: Woodward ·
1966: Mulliken ·
1967: Eigen, Norrish, Porter ·
1968: Onsager ·
1969: Barton, Hassel ·
1970: Leloir ·
1971: Herzberg ·
1972: Anfinsen, Moore, Stein · 
1973: E.O. Fischer, Wilkinson · 
1974: Flory ·
1975: Cornforth, Prelog ·
1976: Lipscomb ·
1977: Prigogine · 
1978: Mitchell ·
1979: Brown, Wittig ·
1980: Berg, Gilbert, Sanger ·
1981: Fukui, Hoffmann ·
1982: Klug ·
1983: Taube ·
1984: Merrifield ·
1985: Hauptman, Karle ·
1986: Herschbach, Lee, Polanyi ·
1987: Cram, Lehn, Pedersen ·
1988: Deisenhofer, Huber, Michel ·
1989: Altman, Cech ·
1990: Corey ·
1991: Ernst ·
1992: Marcus ·
1993: Mullis, Smith ·
1994: Olah ·
1995: Crutzen, Molina, Rowland ·
1996: Curl, Kroto, Smalley ·
1997: Boyer, Walker, Skou ·
1998: Kohn, Pople ·
1999: Zewail ·
2000: Heeger, MacDiarmid, Shirakawa ·
2001: Knowles, Noyori, Sharpless ·
2002: Fenn, Tanaka, Wüthrich ·
2003: Agre, MacKinnon ·
2004: Ciechanover, Hershko, Rose ·
2005: Grubbs, Schrock, Chauvin ·
2006: Kornberg ·
2007: Ertl ·
2008: Shimomura, Chalfie, Tsien ·
2009: Steitz, Yonath, Ramakrishnan ·
2010: Heck, Negishi, Suzuki ·
2011: Shechtman ·
2012: Kobilka, Lefkowitz ·
2013: Karplus, Levitt, Warshel ·
2014: Betzig, Hell, Moerner ·
2015: Lindahl, Modrich, Sancar ·
2016: Sauvage, Stoddart, Feringa ·
2017: Dubochet, Frank, Henderson · 
2018: Arnold, Winter, Smith ·   
2019: Goodenough, Whittingham, Yoshino ·
2020: Charpentier, Doudna ·
2021: List, MacMillan ·
2022: Bertozzi, Meldal, Sharpless ·
2023: Bawendi, Brus, Jekimov ·
2024: Baker, Hassabis, Jumper